# The Bandit (Movie Park)
The Bandit is een houten achtbaan in het Duitse attractiepark Movie Park Germany. Hij is gebouwd in 1999 door de Roller Coaster Corporation of America. De minimale lengte om in de Bandit te mogen is 1,20 meter. De achtbaan ligt in het themagebied The Old West. Van 1999 tot en met 2004 was de naam Wild Wild West en vanaf 2005 heette de attractie The Bandit.

## Algemene informatie
The Bandit heeft een baanlengte van 1099 meter. Hij is 27,8 meter hoog en de hoogste daling is 24,9 meter. De maximale snelheid van de achtbaan is 80 kilometer per uur en de rit duurt in totaal 90 seconden. Op The Bandit rijden twee treinen, per trein zitten er vijf karretjes met plek voor 6 personen per karretje. De baan is berucht om zijn ruwheid.

## Sluiting
Movie Park Germany heeft op 28 mei 2013 een melding gedaan dat The Bandit tot nader order gesloten zal blijven.
Hoewel er nog uitvoerig getest is voor de start van het seizoen en de baan nog akkoord kreeg, is dat niet langer het geval. Het park bevestigd dat besloten is dat de ritervaring niet langer voldoet aan de eisen van het park. The Bandit zal daarom tot nader order gesloten blijven om diverse werkzaamheden uit te voeren om de baan soepeler te krijgen. Wat deze werkzaamheden inhouden, heeft het park niet medegedeeld.
In het weekend van 17/18 augustus 2013 is de achtbaan na diverse testen weer open gegaan.

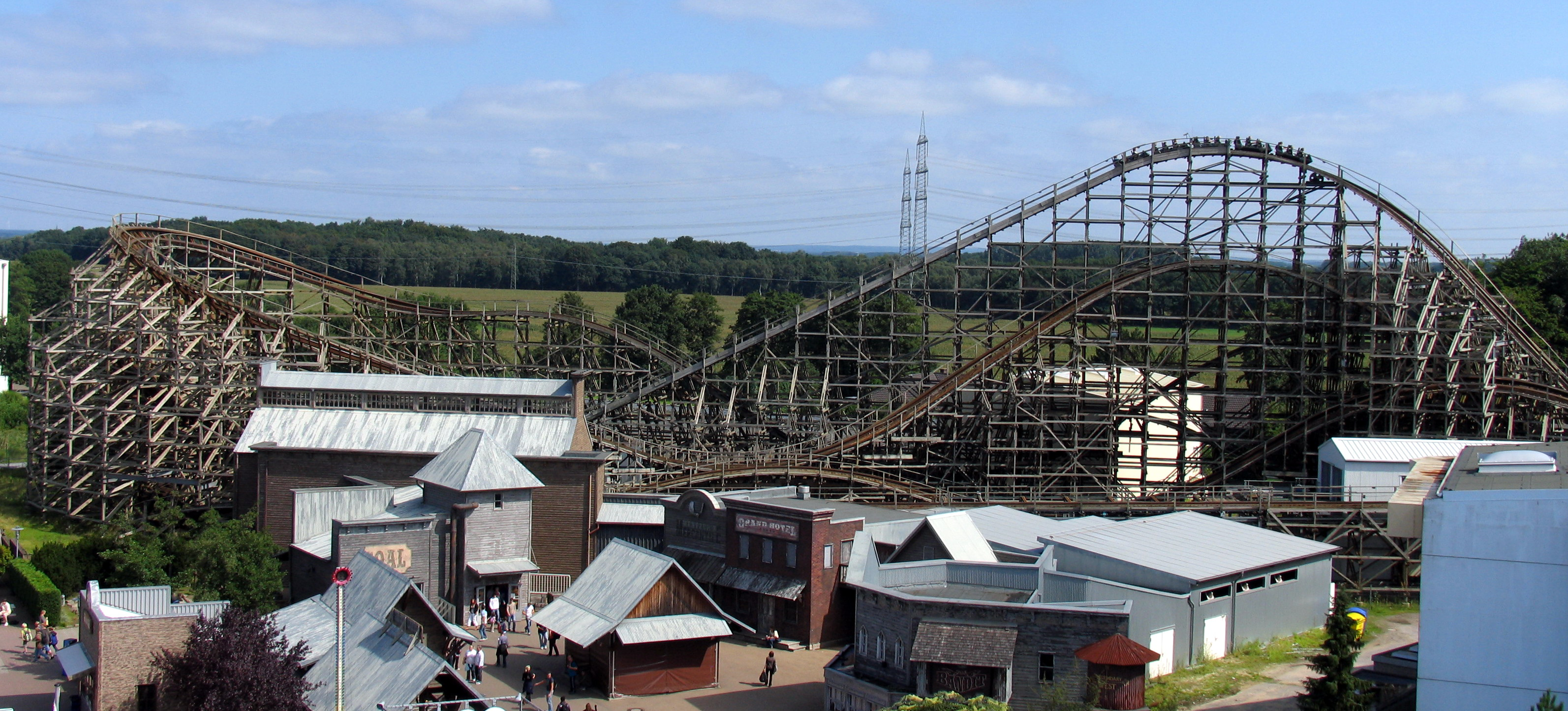
The Bandit

Lijst van attracties in Movie Park Germany · Police Academy Stunt Show · afbeeldingen
Huidige attracties: Avatar Air Glider ·
Backyardigans Mission to Mars · The Bandit · Bermuda Triangle - Alien Encounter · Crazy Surfer · Dora's Big River Adventure · Fairy World Spin ·
Ghost Chasers · Jimmy Neutron's Atomic Flyer · MP Xpress · Excalibur - Secrets of the Dark Forest · NYC Transformer · Roxy · Side Kick · SpongeBob Splash Bash · Star Trek: Operation Enterprise · The High Fall · The Lost Temple · Time Riders · Van Helsing's Factory
Voormalige attracties: Batman Adventure · Cop Car Chase · Danny Phantom Ghost Zone · Gremlins Invasion · Ice Age Adventure · Josie's Bath House · Looney Tunes Adventure · Studio Tour · Unendliche Geschichte · Mystery River
Themagebieden: Federation Plaza · Hollywood Street Set · Nickland · Santa Monica Pier · Streets of New York · The Old West